# Mark Lesser
 (septembre 2020).
Si vous disposez d'ouvrages ou d'articles de référence ou si vous connaissez des sites web de qualité traitant du thème abordé ici, merci de compléter l'article en donnant les références utiles à sa vérifiabilité et en les liant à la section « Notes et références ».
Pour les articles homonymes, voir Lesser.
Mark Lesser, né le 23 juin 1963 à l'hôpital américain de Neuilly-sur-Seine, est un acteur, musicien et directeur artistique français, spécialisé dans le doublage.

## Biographie
Il est notamment connu pour avoir été la voix française de Johnny Depp (Tom Hanson) dans 21 Jump Street, de Sasha Mitchell (Cody Lambert) dans Notre belle famille, de Nicholas Brendon (Alexander « Alex » Harris) dans Buffy contre les vampires de Matt Leblanc (Joey Tribbiani) dans la série Friends lors des huit premières saisons. Également très actif dans le doublage de dessins animés, il est la voix de Trunks adulte et Son Gohan adolescent dans Dragon Ball Z, une des voix de Leonardo dans Tortue Ninja : Les Chevaliers d'écaille, ainsi que la 3ème voix de Woody Woodpecker (après Guy Piérauld et Roger Carel) pour la série Le Woody Woodpecker Show.
Mark Lesser était l'invité de Japan Expo 4e Impact en juillet 2002. Il était également l'un des invités de Japanogent2024. Il présente aussi les bandes-annonces des programmes sur la chaîne MCM.
Il est le frère de l'acteur français David Lesser, spécialisé lui aussi dans le doublage, et de la chanteuse Gigi Lesser.

### Vie privée
Il partage sa vie avec la comédienne Malvina Germain. Leur fils, Charles Germain, est également présent dans le doublage.

## Filmographie

### Télévision
- 1974 : Typhelle et Tourteron de Louis Grospierre
- 1976 : Adios d'André Michel
- 1978 : L'Équipage d'André Michel
- 1979 : Avoir été de Roland-Bernard

## Doublage

### Cinéma

#### Films
- Nicholas Turturro dans :
  - Hellraiser 5 (2000) : l'inspecteur Tony Nenonen
  - Quand Chuck rencontre Larry (2007) : Renaldo Pinera
  - Takers (2010) : Franco Dalia
  - Bucky Larson : Super star du X (2011) : Antonio
- Jason Lee dans :
  - Les Glandeurs (1995) : Brodie Bruce
  - Jay et Bob contre-attaquent… encore (2019) : Brodie Bruce
- Michael Raymond-James dans : 
  - Black Snake Moan (2006) : Gill
  - Sweet Girl (2021) : l'inspecteur John Rothman
- 1977 : Une journée particulière : Arnaldo (Tiziano De Persio)
- 1983 : Outsiders : Sodapop Curtis (Rob Lowe)
- 1984 : Seize Bougies pour Sam (Sixteen Candles) de John Hughes: Cliff (Darren Harris)
- 1985 : Une amie qui vous veut du bien : Barry (JJ Cohen)
- 1988 : Vendredi 13, chapitre VII : Un nouveau défi de John Carl Buechler : Dan (Michael Schroeder)
- 1989 : Le Carrefour des innocents : Barry (Gino de Mauro)
- 1990 : À la poursuite d'Octobre rouge : le lieutenant Bill Steiner, timonier du DSRV (Timothy Carhart)
- 1990 : Class of 1999 : Angelo (Joshua John Miller)
- 1992 : Les Experts : le gardien de nuit (Bodhi Elfman)
- 1992 : Light Sleeper : un junkie philosophe (David Spade)
- 1993 : Génération rebelle : Clint Bruno (Nicky Katt)
- 1995 : Midnight Man : Tango (Steven Vincent Leigh)
- 1996 : Race the Sun : Eduardo Braz (Anthony Ruivivar)
- 1997 : Starship Troopers : Ace Levy (Jake Busey)
- 1997 : Sans foi ni loi : Whitt (Christopher Kennedy)
- 1999 : La Main qui tue : Pnub (Elden Henson)
- 2000 : Presque célèbre : Quince Allen (Kyle Gass) (scènes supplémentaires, Director's cut uniquement)
- 2002 : ESPN's Ultimate X : Le film : Carey Hart (Carey Hart) (film documentaire)
- 2004 : Keane : William Keane (Damian Lewis)
- 2005 : Shérif, fais-moi peur : Enos Strate (Michael Weston)
- 2007 : Les Rois du patin : le premier commentateur (Scott Hamilton)
- 2008 : Un Anglais à New York : Sidney Young (Simon Pegg)
- 2009 : Les Copains dans l'espace : Yuri (Diedrich Bader)
- 2013 : La Malédiction de Chucky : ? ( ? )
- 2019 : Dora et la Cité perdue : Alejandro Gutierrez (Eugenio Derbez)
- 2020 : Les Nouveaux Mutants : voix additionnelles
- 2022 : Jackass 4.5 : lui-même (Zach Holmes)
- 2023 : Power Rangers : Toujours vers le futur : William « Billy » Cranston / Ranger bleu (David Yost (en))

#### Films d'animation
- 1940[2] : Pinocchio : Pinocchio
- 1970 : Les Aristochats : Berlioz (sous le nom de « Christian Lesser »)
- 1973 : La Planète sauvage : voix additionnelles
- 1984[3] : Macross, le film : le lieutenant Hikari
- 1989[4] : Urotsukidōji : La Légende du Démon : Kuroko et Niki
- 1990 : Blanche-Neige et le Château hanté : Recto-Verso la chauve-souris
- 1992 : Dragon Ball Z : L'Offensive des cyborgs : Trunks
- 1993 : Dragon Ball Z : Broly le super guerrier : Trunks et Broly
- 1993 : Dragon Ball Z : Les Mercenaires de l'espace : Trunks et Gokuha
- 1994 : Dragon Ball Z : Rivaux dangereux : Son Gohan
- 1999 : Tarzan : Flynt
- 2002 : Mickey, la magie de Noël : Timon
- 2002 : Corto Maltese, la cour secrète des arcanes : Caïn
- 2003 : Le Monde de Nemo : les mouettes
- 2003 : Stitch ! Le film : Dr Hamsterviel
- 2006 : Leroy & Stitch : Dr Hamsterviel
- 2006 : The Wild : Hamir, le pigeon
- 2008 : WALL-E : MO
- 2009 : Fantastic Mr. Fox : Rickity
- 2013 : Turbo : D-Rapp
- 2013[5] : Dragon Ball Z: Battle of Gods : Son Gohan
- 2015 : Dragon Ball Z : La Résurrection de ‘F’ : Son Gohan et Trunks du futur
- 2016 : Sausage Party : Sammy Bagel Jr.[6]
- 2016 : Tous en scène : Eddie
- 2016 : Le Monde de Dory : M. Crabe (Bill)
- 2017 : Cars 3 : Hamilton
- 2017 : Les Aventures de Capitaine Superslip : le professeur Croteaufaisse
- 2018 : Dragon Ball Super: Broly : Broly[7]
- 2019[8] : Code Geass: Lelouch of the Re;surrection : Shesthaal
- 2020 : Bigfoot Family : CY Wheeler
- 2021 : Justice Society: World War II : Dr Fate
- 2021 : Jujutsu Kaisen 0 : Satoru Gojo
- 2022 : Dragon Ball Super: Super Hero : Son Gohan et Broly[9]

### Télévision

#### Téléfilms
- Nicholas Brendon dans :
  - Céleste & the City (2004) : Dana Blodgett/Harrison
  - Relative Chaos (2006) : Gil Gilbert
  - Mon voisin si secret (2009) : Brent
  - Des souvenirs pour Noël (2009) : Michael
- 1995 : Pension Vanilos : Leonard Bateson (Damian Lewis)
- 1982 : Les Monstres du labyrinthe : Robbie Wheeling (Tom Hanks)
- 2008 : Sous le signe de l'amour : Wolfgang Jäger (Georg Prokop)

#### Séries télévisées
- Nicholas Brendon dans (5 séries) :
  - Buffy contre les vampires (1997-2003) : Alexander Harris (145 épisodes)
  - Kitchen Confidential (2005-2006) : Seth Richman (13 épisodes)
  - Esprits criminels (2007-2014) : Kevin Lynch (21 épisodes)
  - FBI : Portés disparus (2009) : Edger (saison 7, épisode 24)
  - Private Practice (2010-2011) : Lee McHenry (4 épisodes)
- Michael Raymond-James dans (5 séries) :
  - Terriers (2010) : Britt Pollack (13 épisodes)
  - The Walking Dead (2012) : Dave (saison 2, épisode 8)
  - Once Upon a Time (2012-2016) : Neal Cassidy/Baelfire (24 épisodes)
  - Tell Me a Story (2018) : Mitch Longo (6 épisodes)
  - New York, crime organisé (2021) : Jon Kosta (saison 2, 8 épisodes)
- Sasha Mitchell dans (4 films) :
  - Dallas (1989-1991) : James Beaumont Ewing (50 épisodes)
  - Notre belle famille (1992-1999) : Cody Lambert (114 épisodes)
  - La croisière s'amuse, nouvelle vague (2000) : Ron (saison 1, épisode 5)
  - JAG (2002) : le commandant Curry (saison 7, épisode 19)
- Nicholas Turturro dans (4 séries) :
  - La Loi de Los Angeles (1993) : Anthony (saison 8, épisode 1)
  - New York Police Blues (1993-2000) : l'inspecteur James Martinez (133 épisodes)
  - Le Drew Carey Show (1997) : l'inspecteur James Martinez (saison 2, épisode 24)
  - Blue Bloods (2010-2016) : le sergent Anthony Renzulli (39 épisodes)
- Matt LeBlanc dans :
  - Friends (1994-2002) : Joey Tribbiani (1re voix, saisons 1 à 8[10],[11],[12]) (194 épisodes)
  - Episodes (2011-2017) : Matt LeBlanc (41 épisodes)
  - Papa a un plan (2016-2020) : Adam Burns (69 épisodes)
- Jason Narvy dans :
  - Power Rangers : Mighty Morphin (1994-1996) : Eugene « Skull » Skullovitch (148 épisodes)
  - Power Rangers : Zeo (1997) : Eugene « Skull » Skullovitch (50 épisodes)
  - Power Rangers : Turbo (1998) : Eugene « Skull » Skullovitch (45 épisodes)
- Ingo Rademacher dans :
  - Paradise Beach (1994) : Sean Hayden (épisode 130)
  - Titans (2000) : David O'Connor (11 épisodes)
- Rob Campbell dans :
  - La Star de la famille (2003) : Donnie Fuller (saison 1, épisode 17)
  - New York, unité spéciale (2009) : Harold Moore (saison 11, épisode 8)
- Ethan Rains dans :
  - 24 Heures chrono (2010) : Ali (5 épisodes)
  - NCIS : Enquêtes spéciales (2013-2014) : Kevin Hussein (saison 10, épisode 14 et saison 12, épisode 1)
- 1966-1968 : Les Monkees : Mike (Michael Nesmith) (57 épisodes)
- 1978 : L'Île perdue : Mark (Chris Benaud) (26 épisodes)
- 1988 : Ultraman 80 : Hiroshi Tajima (Shūhei Nitta)
- 1988 : Flashman : Dai / Green Flash (Kihachirō Uemura)
- 1988 : Jaspion[13] : voix diverses
- 1988 : Spielvan : Tokio ( ? ) / voix diverses
- 1989 : Giraya Ninja[14] : Ryū Asuka/Soonin Toppa (Issei Hirota), Oruha (Shōhei Hinoshita), Mafuba (Junichi Haruta), Épine noire (Hiroshi Kawai), Uha ( ? ), Aramusa ( ? ), Ninja Orque ( ? ), Paltis ( ? ) (1re voix)
- 1989 : Bioman 3 : Liveman : Yūsuke Amamiya / Red Falcon (Daisuke Shima) (49 épisodes)
- 1989-1993 : Press Gang : Colin Mathews (Paul Reynolds) (43 épisodes)
- 1989-2004 : Les Feux de l'amour : Derek Thurston (Ken Olandt) (13 épisodes), Drake Belson (Freeman Michaels) (5 épisodes) et Jamal (Allen Maldonado) (17 épisodes)
- 1990 : Turboranger : Chikara Honō / Red Turbo (Kenta Satō)
- 1990-1993 : 21 Jump Street : l'officier Thomas « Tom » Hanson (Johnny Depp) (70 épisodes)
- 1991 : Twin Peaks : Harold Smith (Lenny Von Dohlen) (4 épisodes)
- 1991-1992 : Madame est servie : Al (Billy Gallo) (9 épisodes)
- 1992-1994 : Parker Lewis ne perd jamais : Mikey Randall (Billy Jayne) (73 épisodes)
- 1992-1994 : L'Équipée du Poney Express : James Butler Hickok (Josh Brolin) (67 épisodes)
- 1993 : Jetman : Renato Ōishi / Yellow Owl (Tomihisa Naruse) (48 épisodes)
- 1995-1997 : SeaQuest, police des mers : Dagwood (Peter DeLuise) (35 épisodes)
- 1995-1997 : Kirk : Eddie Balducci (Louis Vanaria) (31 épisodes)
- 1996 : The Sentinel : l'officier Matheson (Jason Gray-Stanford) (saison 2, épisode 4)
- 1997-1998 : Scotland Yard, crimes sur la Tamise : l'officier Phelps (David Kennedy) (4 épisodes)
- 1999 : Felicity : David Sherman (Henri Lubatti) (5 épisodes)
- 1999 : Stargate SG-1 : Orner (Jason Gray-Stanford) (saison 3, épisode 11)
- 2000 : Michael Hayes : Danny Hayes (David Cubitt) (21 épisodes)
- 2000 : Nom de code : TKR : Kévin « Trek » Sanders (Nick Wechsler)
- 2000 : Sarah : Tony (Rino Romano) (épisodes 4 et 5)
- 2000 : Shasta : Carlos (Danny Arroyo) (épisode 12)
- 2000-2004 : Farscape : le Pilote (Lani Tupu) (88 épisodes)
- 2001 : Charmed : Bo Lightfeather (Michael Greyeyes) (saison 3, épisode 14)
- 2002 : The Shield : Chaco Orozko (Robert Zepeda) (saison 1, épisode 9)
- 2003 : Smallville : Eric Marsh (Bryan Zachery Ty) (saison 2, épisode 20)
- 2006 : Dossier Smith : Matthew Marley (Elden Henson) (4 épisodes)
- 2006 : Help Me Help You : Kenny (Thomas F. Wilson)
- 2007 : Rosamunde Pilcher : Tom Prentiss (Oliver Boysen)
- 2007-2008 : Jimmy délire : Ken Roberts, le père de Jimmy (Bil Dwyer) (10 épisodes)
- 2008 : American Wives : Tim (Pablo Schreiber) (3 épisodes)
- 2008 : How I Met Your Mother : Mitch, le mec à poil (Adam Paul) (saison 4, épisode 9)
- 2009 : Durham County : Campbell (Gord Rand) (4 épisodes)
- 2009-2014 : The Middle : Bob, le meilleur ami de Frankie (Chris Kattan) (56 épisodes)
- 2011 : Skins : Chris Collins (Jesse Carere) (10 épisodes)
- 2011 / 2018 : New Girl : Benjamin (David Neher) (2 épisodes)
- 2012 : Weeds : Terry Brennan (Kevin Sussman) (saison 8, 3 épisodes)
- 2013 : The Newsroom : Stillman Frank (Cameron Gharaee) (3 épisodes)
- 2014 : Girls : George (Billy Morrissette) (3 épisodes)
- 2015 : Fortitude : Yuri Lubimov (Emil Hostina) (6 épisodes)
- 2016-2018 : Mars : Oliver Lee (Nick Wittman) (10 épisodes)
- 2019 : After Life : le comédien (Sean McLoughlin) (saison 1, épisode 3)
- 2022-2025 : Sandman : Abel (Asim Chaudhry) (4 épisodes)
- 2023 : Power Rangers : Cosmic Fury : William « Billy » Cranston / Ranger bleu (David Yost (en))

#### Séries d'animation
- 1965-1969[15] : Roger Ramjet : Doodle
- 1978[16] : Magique Tickle, Drôle de Fée[17] : Donta
- 1984 : Mes tendres années (en) : Kevin (derniers épisodes)
- 1985-1986 : Tobikage[18] : Joe Ayork
- 1986 : Cynthia ou le Rythme de la vie : Willy Corbier
- 1987 : Mofli[19] : Bailosolo
- 1988 : Cours, Annie cours[20] : voix diverses
- 1989 : Guyver : Tetsuro Segawa (1re voix)
- 1989-1996 : Dragon Ball Z : Trunks (ado et adulte), Son Gohan (ado et adulte) et Broly
- 1989-1996 : Tortues Ninja : Les Chevaliers d'écaille : Leonardo (2e voix, épisodes 27 à 106 et 138 à 193)
- 1990 : Shurato : Ruiga (voix de remplacement)
- 1991 : Megalopolis[21] : Junichi Narutaki (OAV 2)
- 1991-1992 : RG Veda : Bishamon-Ten (OAV)
- 1992-1997 : Sailor Moon : Gurio Umino (Marc), Zoïzite (saison 1), Alex (saison 2), Haruka (Frédérique) (saison 3), le prince Diamant
- 1996 : Dragon Ball GT : Son Gohan (2 premiers épisodes)
- 1996[22] : L'Incroyable Hulk : le Leader
- 1996-1997 : La Légende de Zorro : Diego/Zorro
- 1996-1999 : Timon et Pumbaa : Timon (2e voix, saisons 2 et 3)
- 1996-2000 : Superman, l'Ange de Metropolis : Green Lantern, Chameleon Boy
- 1999 : Hercule : le jeune livreur (épisode 56)
- 1999-2000 : Les Mille et Une Prouesses de Pépin Troispommes : Grosbec
- 2000-2002 : Le Nouveau Woody Woodpecker Show : Woody Woodpecker
- 2001 : Momie au Pair : Alex
- 2001 : La Légende de Tarzan : Flynt
- 2001-2003 : Tous en boîte : Timon
- 2003-2006 : Lilo et Stitch, la série : Dr Hamsterviel
- 2005 : Haruka[23] : Shimon Nagareyama (2e voix)
- 2005-2007 : MÄR : Yan
- 2007 : Banja : Gérard Pélatart
- 2007-2008 : Atout 5 : Chris
- 2007-2009 : Gundam 00 : Johann Trinity Olivier
- 2007-2011 : Word World : Le Monde des mots : Crab, Duck, Shark
- 2008-2011 : Stitch ! : Dr Hamsterviel
- 2008-2011 : Batman : L'Alliance des héros : Guy Gardner (voix principale), Ronnie Raymond (épisode 39), Captain Atom, Ace Morgan (saison 2, épisode 2), un romain (saison 3, épisode 6) et voix additionnelles  (saison 3, épisode 11)
- 2009 : Dans La Savane : Crocky
- 2009-2012 : Fairy Tail : Totomaru
- 2009-2015 : Dragon Ball Z Kai : Trunks adulte, Son Gohan adulte
- 2010 : Le Twisté Twisté Show : Déglingours
- 2011 : Ogrest, la légende : Otomaï
- 2011-2013 : Green Lantern : Steam Lantern
- 2012 : Archer : Randy Gillette (saison 3, épisode 9)
- 2012 : L'Incroyable Docteur W : Docteur W
- 2012-2015 : Monstre et Robot : Monstre
- depuis 2012 : La Ligue des justiciers : Nouvelle Génération : Lagoon Boy[24], Tye Longshadow (1re voix, saison 2, épisode 5), Virgil Hawkins/Static, voix-off de la pub (saison 2, épisode 13) et Toyman (saison 2, épisode 18)
- 2013-2014 : Prenez garde à Batman ! : Dr Jason Burr
- 2013-2016 : Turbo FAST : D-Rapp / la grenouille (saison 3, épisode 9)
- 2014 : Star Wars: The Clone Wars : AZI-3 (épisodes 110 et 111)
- 2015 : Objectif Blake ! : le père de Blake
- 2015[25] : JoJo's Bizarre Adventure : Stardust Crusaders : N'Doul
- 2015-2017 : Le Show de M. Peabody et Sherman : Wellington, Wilbur Wright, Gyro, Franky, José B, Matlack, voix additionnelles
- 2015-2018 : Dragon Ball Super : Son Gohan, Trunks du futur
- 2016-2018 : La Ligue des justiciers : Action : Toyman
- 2018-2020 : Woody Woodpecker[26] : Woody Woodpecker (web-série)
- 2020-2023 : Jujutsu Kaisen : Satoru Gojō
- depuis 2020 : Looney Tunes Cartoons : Charlie le chien, Beaky le vautour
- 2024 : Sausage Party : Bouff'land (en) : Sammy Bagel Jr.[6]

### Jeux vidéo
- 1999 : Shadow Man : DJ Marco Serial-killer
- 1999 : Lands of Lore 3 : Cooper Legris
- 2003 : Buffy contre les vampires : Chaos Bleeds : Alexander Harris
- 2005 : Jade Empire : Yun le garde ; le lieutenant de Gao ; Lishun le Bavard ; le novice Han Tao ; le novice Feng ; Cinquième Frère Shangjin ; Quatrième Frère Yu ; Serviteur Ji ; Zenyu l’érudit ; Zou l’érudit ; Sung Sui ; le ministre rouge
- 2005 : Kingdom Hearts 2 : Pence et Timon
- 2005 : Brothers in Arms: Road to Hill 30 et Brothers in Arms: Earned in Blood : Pfc. Kevin Leggett
- 2006 : Dreamfall: The Longest Journey : Crow
- 2007 : Company of Heroes: Opposing Fronts : soldats de la Panzer Elite
- 2009 : Jak and Daxter: The Lost Frontier : Jak
- 2009 : Ratchet & Clank: A Crack in Time : Ratchet (une des deux voix avec Cyrille Artaux)
- 2009 : MadWorld : Howard Holmes commentateur
- 2009 : Brütal Legend : Kage le canonnier
- 2009 : Assassin's Creed II : voix additionnelles
- 2009 : Aion: The Tower of Eternity : ?
- 2010 : Alice au pays des merveilles : March Hare
- 2010 : BioShock 2 : ?
- 2010 : Skate 3 : ?
- 2010 : Assassin's Creed: Brotherhood : voix additionnelles
- 2011 : The Elder Scrolls V: Skyrim : Hakon le Borgne, un des héros au Sovngarde et voix additionnelles
- 2011 : Duke Nukem Forever : voix additionnelles
- 2011 : The Next BIG Thing : voix additionnelles
- 2013 : Skylanders: Swap Force : Dune Bug
- 2014 : Watch Dogs + (DLC : Bad Blood) : voix additionnelles
- 2014 : Disney Infinity: Marvel Super Heroes : Aladdin
- 2015 : Tom Clancy's Rainbow Six: Siege : Pulse
- 2016 : Final Fantasy XV : voix additionnelles
- 2017 : Need for Speed Payback : voix additionnelles
- 2017 : Star Wars Battlefront II : voix additionnelles
- 2020 : Watch Dogs: Legion + (DLC : Bloodline) : voix additionnelles, Jackson Pearce
- 2022 : Dying Light 2 Stay Human : voix additionnelles
- 2023 : Hogwarts Legacy : L'Héritage de Poudlard : voix additionnelles
- 2023 : Final Fantasy XVI : voix additionnelles
- 2024 : Suicide Squad: Kill the Justice League : ?

#### Émissions de télévision
- Art Attack : Vincent de la noix de coco
- Attaques de requins à la Réunion - L'enquête : Voix off

#### CD
- Ragen Blue ~Symphonic Image Album~ : Ron

### Youtube
- LA PUISSANCE DE BROLY ! - Débat Z [27] : Broly (intro)
- 2021 : Le Métalleux Geek - Le Croisement des Mondes : Un livreur de nourriture mexicaine / SanGohan

### Sagas MP3
- 2022-2023 : La Mémoire Arrangée : Marco Poich

### Direction artistique
Jeux vidéo
- 2005 : SOCOM: U.S. Navy SEALs - Fireteam Bravo
- 2006 : Cars : Quatre Roues
- 2008 : Scene It? Box Office
- 2009 : Gran Turismo
- 2009 : Little Big Planet
- 2009 : Invizimals
- 2009 : Operation Flashpoint: Dragon Rising
- 2009 : Raven Squad: Operation Hidden Dagger
- 2009 : EA SPORTS Active : Personal Trainer
- 2009 : Batman: Arkham Asylum
- 2010 : Dante's Inferno
- 2011 : Driver: San Francisco
- 2011 : Batman: Arkham City
- 2013 : Batman: Arkham Origins
- 2014 : LEGO Le Hobbit
- 2015 : LEGO Dimensions
- 2015 : Batman: Arkham Knight
- 2016 : Quantum Break

## Publicités
- Voix-off de la publicité pour la lessive Saint-Marc

## Voix off
- MCM (depuis 2010)
- Europe 2 entre 2001 2004 avec Catherine Nullans
- La Radio de Sebb (Webradio) depuis 2005
- Les Colocs sur One FM (Suisse) depuis 2011